# Liv (arkitektur)

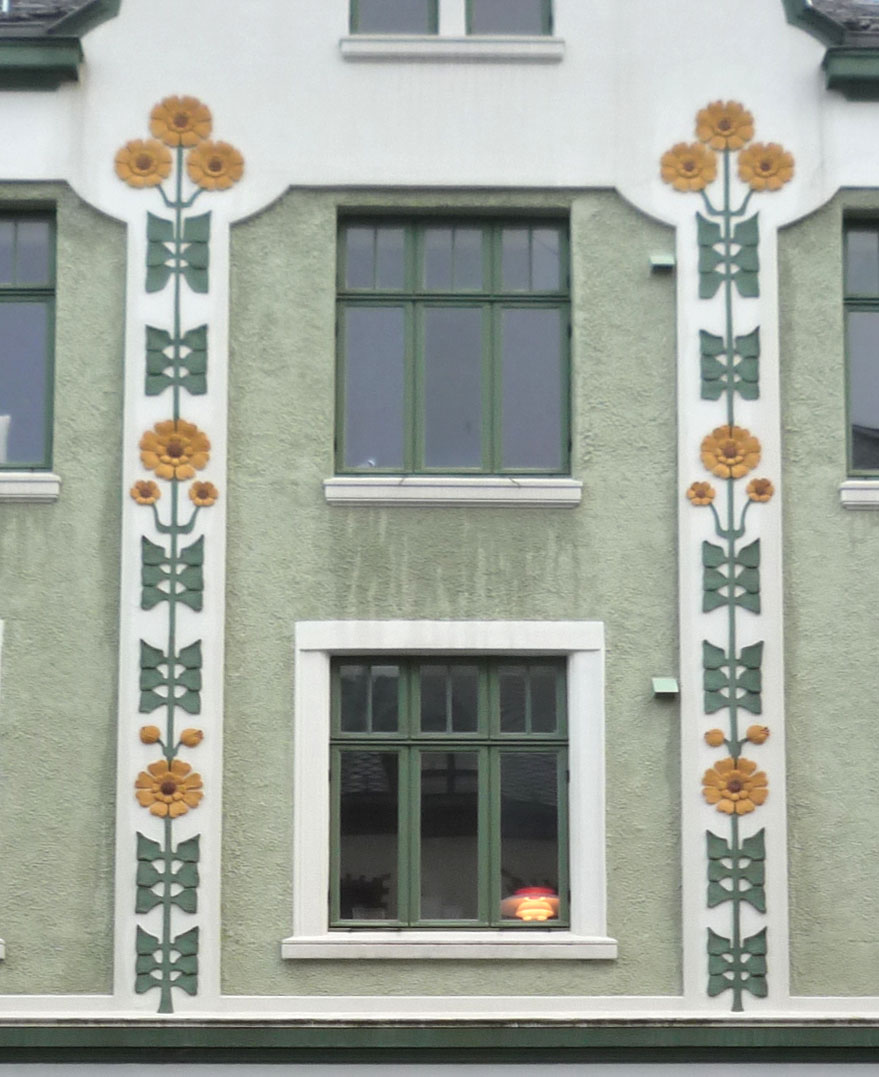
Vägglivet är grönt medan de utskjutande partierna är vita. Ålesund

Liv är den lodräta begränsningsytan av en mur (murliv), putsyta (putsliv) eller separat byggnadsdel, oavsett eventuella framskjutande eller försänkta partier.